# Ergué-Gabéric

Ergué-Gabéric este o comună în departamentul Finistère, Franța. În 1 ianuarie 2022 avea o populație de 8.576 de locuitori.